# Chris Wood
Christopher Grant Wood (7 de desembre de 1991) és un futbolista professional neozelandés que juga com a davanter pel Burnley FC anglés i per l'equip nacional neozelandès.